# キリアコス・イオアヌ
キリアコス・イオアヌ（Kyriakos Ioannou、1984年7月26日 - ）はキプロスの陸上競技選手、専門は走高跳。アテネオリンピックおよび北京オリンピック男子走高跳キプロス代表。身長193cm、体重60kg。リマソール出身。
2007年、世界陸上競技選手権大阪大会3位となった記録2m35は男子走高跳キプロス記録である。またキプロス初の世界陸上競技選手権メダリストである。2009年世界陸上競技選手権ベルリン大会では2m32の記録でヤロスラフ・リバコフに次ぐ2位に入った。
アテネオリンピック、北京オリンピックではいずれも予選敗退した。

## 主な戦績
| 年度 | 大会名                 | 開催地                        | 順位 | 記録 |
| ---- | ---------------------- | ----------------------------- | ---- | ---- |
| 2005 | 世界陸上競技選手権     | ヘルシンキ（ フィンランド）   | 10位 | 2m25 |
| 2005 | 地中海競技大会         | アルメリア（ スペイン）       | 優勝 |      |
| 2006 | コモンウェルスゲームズ | メルボルン（ オーストラリア） | 3位  | 2m23 |
| 2007 | 世界陸上競技選手権     | 大阪（ 日本）                 | 3位  | 2m35 |
| 2007 | ユニバーシアード       | バンコク（ タイ）             | 2位  |      |
| 2008 | 世界室内陸上競技選手権 | バレンシア（ スペイン）       | 3位  | 2m30 |
| 2009 | 地中海競技大会         | ペスカーラ（ イタリア）       | 優勝 |      |
| 2009 | 世界陸上競技選手権     | ベルリン（ ドイツ）           | 2位  | 2m32 |
| 2010 | 世界室内陸上競技選手権 | ドーハ（ カタール）           | 4位  | 2m28 |

## 記録
- 走高跳
  - 屋外 - 2m35（2007年）キプロス記録
  - 室内 - 2m32（2008年）

## 参考資料・外部リンク
- キリアコス・イオアヌ - ワールドアスレティックスのプロフィール（英語）
- キリアコス・イオアヌ - Olympedia（英語）
- Qualifying for the 2004 Olympics
- 「分断」意識 国挙げ強化 キプロス - asahi.com